# François-Antoine de Zuckmantel
François-Antoine baron de Zuckmantel de Brumath est un ambassadeur du royaume de France, né en 1715 et décédé à Paris le 19 juillet 1779.

## Biographie
François de Zuckmantel est né en 1715 à Brumath
. Il est le fils de François-Antoine de Zuckmantel et de Jeanne-Béatrix de Ligeretz.
François de Zuckmantel débute par une carrière militaire. Il est lieutenant en second en 1734 au régiment de Picardie. Il participe à la campagne d'Italie en 1735 puis il obtient une compagnie en 1741 qu'il commande en Bavière en 1742 et 1743. En 1744, il participe à la reprise de Wissembourg et au siège de Fribourg. Il combat ensuite en Flandre puis est nommé lieutenant-colonel en 1746 sur la recommandation du duc de Rohan. Il devient colonel réformé à la suite du régiment d'Alsace en 1747 et combat notamment à la bataille de Lawfeld et au siège de Maastricht. Il est nommé ministre plénipotentiaire auprès de l'Électeur palatin en 1753.
Le 10 février 1759, il est nommé brigadier et deux mois plus tard, colonel commandant le régiment d'infanterie allemande de Saint-Germain, puis après la fusion de ce régiment, celui du régiment de Nassau en 1760. Il se distingue à la bataille de Villinghausen. Le 25 juillet 1762, il est nommé maréchal de camp mais ne le devient officiellement qu'en décembre. Entre-temps, il a signé la capitulation de Cassel. L'année suivante, il devient ministre plénipotentiaire du roi auprès de l'Électeur de Saxe. En 1766, il reçoit le titre de commandeur de l'ordre de Saint-Louis,. Il est nommé ambassadeur à Venise en 1771 en remplacement du marquis de Paulmy,. Il devient ensuite ambassadeur en Portugal,.
Zuckmantel n'a pas le temps de rejoindre son nouveau poste car il décède à Paris le 19 juillet 1779, à l'hôtel de Modène, rue Jacob à Paris,,.

### Vie familiale
Il épouse Anne-Charlotte de Cléron, comtesse d'Haussonville (née en 1738 et morte en 1788), dont il a un fils, Charles-Théodore-Walraf (1762-1781) devenu capitaine au régiment de Schomberg dragons,.

## Fonctions et postes officiels
- Maréchal de camp en 1762 ;
- agent de la correspondance secrète sous Louis XV[8];
- ministre de France près de l'électeur palatin de 1753 à 1758[5],[9]
- ministre de France à Dresde de 1763 à 1770[5]
- ambassadeur près la république de Venise de 1771 à 1777[5] ;
- nommé comme ambassadeur à Lisbonne peu avant sa mort[5],[10].